# Ramphomicron
Ramphomicron är ett släkte med fåglar i familjen kolibrier som återfinns i Sydamerika från nordöstra Colombia till Bolivia. Det omfattar två arter:
- Svartryggig nålnäbb (R. dorsale)
- Purpurryggig nålnäbb (R. microrhynchum)